# Платон (фильм)
«Платон» (2008) — российский кинофильм, первый полнометражный фильм Вартана Акопяна. В главной роли известный резидент Comedy Club Павел Воля.
Российская премьера фильма прошла 2 октября 2008 года.

## Сюжет
Модный столичный тусовщик, «продавец счастья» Платон, зарабатывает себе на хлеб тем, что находит самых красивых девушек России на всевозможных кастингах и предлагает их богатым людям, готовым заплатить за девушку крупную сумму денег. Благодаря привлекательной внешности и незаурядным интеллектуальным способностям Платон всегда добивается своей цели, пока однажды не встречает Любу, продавщицу в магазине модной одежды. У молодых людей завязываются отношения, но один из самых влиятельных клиентов Платона, олигарх Абдул, просит его устроить свидание с Любой. Платон предлагает Любе сделку, дабы и денег заработать и Абдула удовлетворить, и та не отказывается. Встреча Любы с Абдулом состоялась, на нём она ставит своё желание-условие — убийство одного человека, а именно — Платона. Абдул соглашается удовлетворить эту прихоть девушки, но в дальнейшем Люба отказывается от этой идеи. Люба выходит замуж за Абдула, становится одной из его жён и переезжает в его дом в Лондоне.
Платон продолжает заниматься своим делом, колеся города в поисках перспективных девушек, но не может забыть Любу. И в один прекрасный момент он решается — находит Абдула, идёт к нему в гости, где находит совершенно счастливую Любу, которая не испытывает к нему никаких чувств, кроме дружеских.

## В ролях
- Павел Воля — Платон
- Елизавета Лотова — Люба
- Эвелина Блёданс — Эллочка
- Олег Фёдоров — мужик
- Станислав Бондаренко — Бандерас
- Ксения Князева — Настя
- Александр Лымарев — Антон
- Мухтар Гусенгаджиев — Абдул
- Алексей Гришин — олигарх
- Патимат Давыдова — Патимат
- Олег Каменщиков — Пит-Буль
- Екатерина Строгова — девушка из Брянска
- Ольга Смирнова — девушка из Брянска

## Рецензии
Телекомику Воле здорово помогает его способность выглядеть умней, чем всё то, что он делает, режиссёр героически держит ритм, даже когда сюжет окончательно утратил смысл; недурно поданы такие важные составляющие, как попа и сиськи (запишем, впрочем, в жалобную книгу: от сцены menage a quatre в летящем по Садовому кольцу внедорожнике хотелось большего). Очевидно, что на детали нравственного падения в первом акте смотреть приятней, чем на экзистенциальный слом во втором и третьем. Не только потому, что в деталях падения есть некая антропологическая ценность, а рефлексия с покаянием — очевидная выдумка авторов, но и потому, что все эти метания где-то уже были, причем в таких же синих тонах.
 — пишет Роман Волобуев в журнале Афиша
Это кино не об изнанке рублёвской жизни, а что-то вроде сказки Андерсена, в которой на секунду мелькает голая попа русалочки, принц шутит про транссексуалов, а двоих из ларца зовут Муса и Мирза (кавказская линия тут вообще стремительно уходит в разлюли-фолк с туманными вершинами, отарами и комическими аксакалами в папахах). Сюжет, как часто бывает в российском кино, направленном на веселье, устроен федеративно: эпизоды-гэги, смешные и так себе, формально складываются в общую историю, но живут почти независимо.
 — пишет Василий Корецкий в журнале Timeout

## Сборы
Выйдя в российский прокат в количестве 464 копии, картина в первую неделю собрала 2 565 101 долларов. Всего картина собрала $5 129 300, а количество зрителей составило более 800 000 человек.

## Награды и номинации
Список приводится в соответствии с данными IMDb.
| Награды и номинации     | Награды и номинации      | Награды и номинации       | Награды и номинации | Награды и номинации |
| Награда                 | Категория                | Номинант                  | Результат           |                     |
| ----------------------- | ------------------------ | ------------------------- | ------------------- | ------------------- |
| MTV Russia Movie Awards | «Киногаджет года»        | Мобильный телефон Платона | Победа              |                     |
| MTV Russia Movie Awards | «Лучшая мужская роль»    | Павел Воля                | Номинация           |                     |
| MTV Russia Movie Awards | «Лучшая комедийная роль» | Павел Воля                | Номинация           |                     |